# Georg Henrik von Wright
Georg Henrik von Wright (Helsinki, 1916. június 14. – Helsinki, 2003. június 16.) finnországi svéd filozófus, Ludwig Wittgenstein utódja a Cambridge-i Egyetemen.

## Élete
Szülei, Tor von Wright és Ragni Elisabeth Alfthan skót gyökerekkel rendelkező svéd-finn arisztokraták voltak. Von Wright 1934 és 1937 között a Helsinki Egyetemen tanult filozófiát, történelmet és politikatudományt, mellékszakként matematikát. A bécsi körhöz közel álló filozófiatanára, Eino Kaila hatására fordult a logika és logikai analízis felé. Tanulmányai befejezése után az induktív gondolkodás témakörében végzett kutatásokat, és ebből a célból Bécsbe utazott. Az Anschlusst követően, 1939 elején Cambridge-be ment, hogy C. D. Broaddal és R. B. Braithwaite-tel dolgozzon; itt találkozott Wittgesteinnal, akinek eljárt az előadásaira, és aki nagy hatással volt rá.
1939 nyarán visszatért Finnországba. A téli háború alatt önkéntesként dolgozott a belföldi propagandaosztályon, mivel a katonai szolgálatra alkalmatlan volt. 1941-ben összeházasodott Maria Elisabeth von Troillal; ugyanebben az évben jelent meg doktori értekezése The Logical Problem Of Induction címmel. A folytatólagos háború idején a kormányzati információs központban dolgozott. 1943-tól kezdve a Helsinki Egyetemen adott elő. 1947-ben visszatért Cambridge-be; 1948-ban Wittgestein visszavonulásakor Wright lett az utódja, ezt maga Wittgestein javasolta.
Wittgestein halálakor 1951-ben von Wright lett a hagyaték egyik kijelölt gondozója. A következő negyven éven át gondozta Wittgestein kéziratait, és nagy szerepe volt a szerkesztésükben és kiadásukban. Lemondott a cambridge-i állásáról, és visszatért tanítani a Helsinki Egyetemre. 1961-ben a Finn Akadémia tagává választották, ezáltal mentesült a tanítási és adminisztrációs feladatok alól. 1959-ben meghívták előadni Edinburgh-ba; az előadások céljára írt két könyve 1963-ban jelent meg. 1965–1977 között a Cornell Egyetem professzora volt, közben 1968 és 1977 az Abo Akadémia kancellári tisztségét is betöltötte Finnországban.

## Munkássága
Finnországban a tanára Eino Kaila volt, aki a logikai empirizmus legfőbb képviselőjének számít. Kaila személyesen részt vett a bécsi kör találkozásain, és bevezette az új metafizika-szkeptikus irányzatot a finn filozófiába. Von Wright tudományos szocializálódása annak a logikai empirizmusnak a virágkorára esett, amelynek dogmatikává szilárdulását az 1950-es években az analitikus filozófia sikeresen elhárította nem utolsósorban Wright közreműködése által.
Úttörő jellegű munkái voltak az 1951-ben megjelent Deontic Logic és An Essay in Modal Logic. Az elsővel Wright annak a modern normalogikának egyik megalapozójává vált, amelyet a modális logika alaptételeiből próbált kifejleszteni, a másodikkal pedig nagy hatású hozzájárulást tett magnak a modális logikának a továbbfejlődéséhez. (A deontikus logika, amelyet von Wright nevezett el így, a megengedhetőséggel és kötelezőséggel foglalkozik. A hagyományos logikai műveletek mellett két új operátort vezetett be kellene, hogy illetve megengedhető, hogy jelentéssel.) A következő években Wright különösen a cselekvéselmélet és az úgynevezett "magyarázat-megértés-vita" kérdéseivel foglalkozott. Ezek mellett a társszerkesztője volt Ludwig Wittgenstein hátrahagyott műveinek, és a legfőbb Wittgestein-filológusok egyike lett.
Életének utolsó húsz évében Wright morálfilozófiai kérdésekkel foglalkozott, és 1993-ban jelentette meg pesszimista hozzájárulását Myten om framsteget címen.

## Elismerései

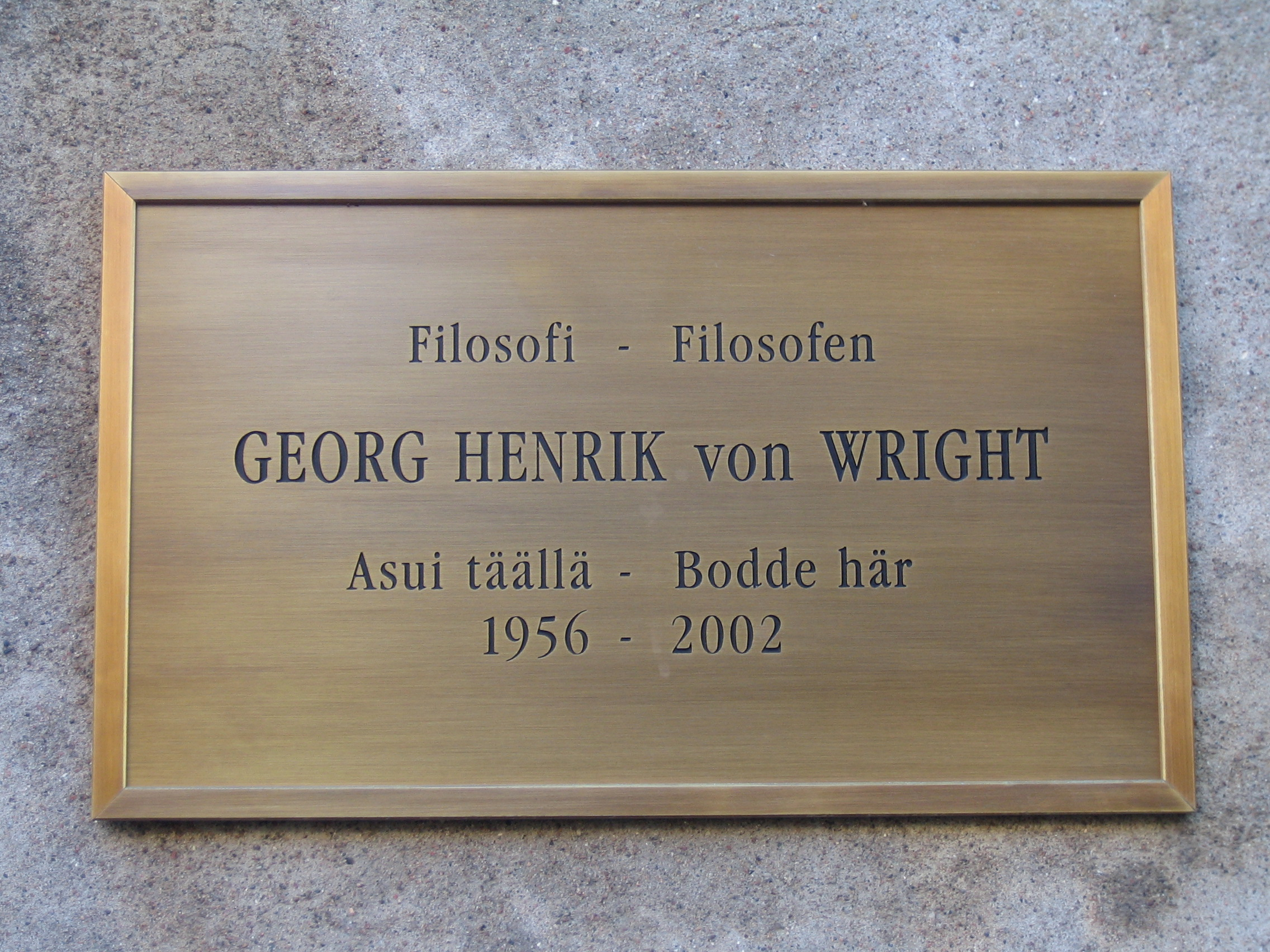
Emléktábla von Wright helsinki otthonán

Munkásságát számos tiszteletbeli tagsággal és doktori címmel ismerték el Finnországban, Svédországban, Norvégiában, Dániában, az Egyesült Királyságban és az Amerikai Egyesült Államokban. 1986-ban Alexander von Humboldt kutatói ösztöndíjat kapott, és a Svéd Akadémia aranyérmével tüntették ki. 1993-ban elnyerte a Selma Lagerlöf-díjat. 2016-ban születése 100. évfordulója alkalmából a Helsinki Egyetem több szimpoziumot szervezett. Ugyanebben az évben Finnországban 2 eurós emlékérmet adtak ki tiszteletére.

## Művei
- The Logical Problem of Induction, PhD thesis, 31 May 1941[5]
- Den logiska empirismen, 1945
- Über Wahrscheinlichkeit, 1945
- An Essay in Modal Logic, 1951
- A Treatise on Induction and Probability, 1951
- Deontic Logic, 1951
- Tanke och förkunnelse, 1955
- Logical Studies, 1957
- Logik, filosofi och språk, 1957
- The Varieties of Goodness, 1963
- Norm and Action, 1963
- The Logic of Preference, 1963
- Essay om naturen, människan och den vetenskaplig-tekniska revolutionen, 1963
- An Essay in Deontic Logic, 1968
- Time, Change and Contradiction, 1969
- Tieteen filosofian kaksi perinnettä, 1970
- Explanation and Understanding, 1971
- Causality and Determinism, 1974
- Handlung, Norm und Intention, 1977
- Humanismen som livshållning, 1978
- Freedom and Determination, 1980
- Wittgenstein, 1982
- Philosophical Papers I-III, 1983–1984
- Of Human Freedom, 1984
- Filosofisia tutkielmia, 1985
- Vetenskapen och förnuftet, 1986
- Minervan Pöllö, 1991
- Myten om framsteget, 1993
- The Tree of Knowledge, 1993
- Att förstå sin samtid, 1994
- Six Essays in Philosophical Logic, 1996
- Viimeisistä ajoista. Ajatusleikki, 1997
- Logiikka ja humanismi, 1998
- In the Shadow of Descartes, 1998
- Mitt liv som jag minns det, 2001

Sajtó alá rendezte Ludwig Wittgenstein kiadatlan műveit, továbbá részleteket David Pinsent naplójából.

## Fordítás
- Ez a szócikk részben vagy egészben  a   Georg Henrik von Wright című angol Wikipédia-szócikk ezen változatának fordításán alapul.  Az eredeti cikk szerkesztőit annak laptörténete sorolja fel. Ez a jelzés csupán a megfogalmazás eredetét és a szerzői jogokat jelzi, nem szolgál a cikkben szereplő információk forrásmegjelöléseként.
- Ez a szócikk részben vagy egészben  a   Georg Henrik von Wright című német Wikipédia-szócikk ezen változatának fordításán alapul.  Az eredeti cikk szerkesztőit annak laptörténete sorolja fel. Ez a jelzés csupán a megfogalmazás eredetét és a szerzői jogokat jelzi, nem szolgál a cikkben szereplő információk forrásmegjelöléseként.